# Clint Hill
Ne pas confondre avec Clint Hill (1932-), un ancien agent des Services secrets américains.
Pour les articles homonymes, voir Hill.
Clinton « Clint » Scott Hill, né le 19 octobre 1978 à Liverpool, est un footballeur anglais qui évolue au poste de défenseur.

## Carrière

### Tranmere Rovers
Né à Liverpool, Hill commence sa carrière comme stagiaire à Tranmere Rovers, où il fait ses débuts lors d'un match nul 2-2 contre Nottingham Forest lors de la saison 1997-1998. Pendant la saison 1998-1999, il devient titulaire régulier dans l'équipe et fait partie de l'équipe qui a joué la finale de FA Cup à Wembley contre Leicester City, malheureusement il se fait expulser à la 63e minute et son équipe perd cette finale 2-1. Il joue 140 matchs en cinq ans passés au club, mais finit par le quitter pendant l'été 2002 et est acheté 250 000£ par Oldham Athletic.

### Oldham Athletic
Il apparait 17 fois en championnat en une saison avant qu'il ce casse la jambe lors d'un match de Carling Cup en décembre 2002, blessure qui l'éloignera des terrains jusqu'à la fin de la saison. Clint inscrit un seul but lors de cette saison, et ce, contre son ancien club, Tranmere Rovers.
Il sera vendu 120 000£ à Stoke City durant l'été 2003.

### Stoke City
Sa première saison à Stoke est perturbée par des blessures, et il n'apparait que 12 fois dans l'équipe, dont 9 fois en titulaire.
Cependant, lors de la saison suivante, Hill impressionne par sa capacité défensive, et remporte le titre de meilleur joueur de la saison 2004-2005. Mais sa carrière à Stoke est entravée par de multiples blessures, son ligament croisé antérieur fut endommagé à la fin de la saison 2004-2005, ce qui l'empêche de jouer pratiquement toute la saison suivante. Mais il fait un impact solide sur son retour, en formant un partenariat solide avec Michael Duberry en défense centrale.
La saison 2007-2008, il est incapable de garder une place de titulaire dans l'équipe, Danny Higginbotham et Michael Duberry sont préférés à lui en défense centrale et Andy Griffin titulaire indiscutable au poste d'arrière-gauche. La majorité des matchs qu'il joue lors de cette saison furent à son second poste, arrière-gauche. Mais il se blesse une nouvelle fois en fin de saison et se fait opérer du même genou qu'en 2005.
Il reste à Stoke la première moitié de saison 2007-2008 avant de se faire prêter à Crystal Palace en octobre 2007, il ne mettra que deux mois pour impressionner le club et sera acheté en janvier 2008 pour une somme inconnue. Sa dernière apparition avec Stoke fut justement contre Palace où il été rentré en cours de match.

### Crystal Palace
Il est très vite remarqué par les supporters du club qui en font leur favori grâce à son attitude professionnelle et engagée. Après une très bonne fin de saison 2007-2008 avec Palace, Hill continue en 2008-2009 sur des très bonnes performances. Mais malgré cela, Palace finit sur une décevante 15e place. Mais la saison 2009-2010 sera très décevante, Crystal Palace finira 21e, au bord de la relégation. Le 1er juillet 2010, Hill quitte Palace pour rejoint gratuitement un autre club de 2e division, Queens Park Rangers.

### Queens Park Rangers
Arrivé à Queens Park Rangers, Hill retrouve son ancien entraîneur à Crystal Palace, Neil Warnock. Il marque son premier but pour Queens Park le 1er février 2011, soit exactement sept mois après son arrivée au club, contre Portsmouth. Hill joue 30 matchs avec Queens Park lors de cette saison, et ce à son second poste, arrière-gauche. En fin de saison, lui et son équipe parviennent à remporter la Football League Championship, et donc à être promu en Premier League.

### Prêt à Nottingham Forest
Le 22 septembre 2011, il est prêté un mois au club de Nottingham Forest (2e division). Il prend part à cinq rencontres et réintègre l'effectif des Rangers.

### Retour à Queens Park Rangers
De retour à Londres, Hill prend part à 25 matchs toutes compétitions confondues lors de la saison 2011-2012, durant laquelle QPR termine à la 17e place, à deux points de la relégation. Le défenseur anglais est tout de même récompensé puisqu'il est élu meilleur joueur de la saison par les supporters de Queens Park. Le 19 juin 2012, il prolonge son contrat d'un an avec les Rangers, ce qui le lie désormais au club londonien jusqu'en juin 2013.

### Rangers FC et après
Le 17 juin 2016, il rejoint le club écossais du Rangers FC pour une saison. Il marque le 12 mars dans le Old Firm.
Le 21 septembre 2017, il rejoint Carlisle United.

### Reconversion
En mai 2018, Clint Hill devient entraîneur adjoint de Joey Barton à Fleetwood Town.

## Statistiques
| Saison         | Club                | Championnat    | Championnat | Championnat | Coupes nationales | Coupes nationales | Europe | Europe | Total  | Total |
| Saison         | Club                | Division       | Matchs      | Buts        | Matchs            | Buts              | Matchs | Buts   | Matchs | Buts  |
| -------------- | ------------------- | -------------- | ----------- | ----------- | ----------------- | ----------------- | ------ | ------ | ------ | ----- |
| 1997-1998      | Tranmere Rovers     | Championship   | 14          | 0           | 3                 | 1                 | -      | -      | 17     | 1     |
| 1998-1999      | Tranmere Rovers     | Championship   | 33          | 4           | 5                 | 0                 | -      | -      | 38     | 4     |
| 1999-2000      | Tranmere Rovers     | Championship   | 29          | 5           | 7                 | 2                 | -      | -      | 36     | 7     |
| 2000-2001      | Tranmere Rovers     | Championship   | 34          | 5           | 9                 | 1                 | -      | -      | 43     | 6     |
| 2001-2002      | Tranmere Rovers     | League One     | 30          | 2           | 6                 | 0                 | -      | -      | 36     | 2     |
| Total          | 1997-2002           | -              | 140         | 16          | 30                | 4                 | -      | -      | 170    | 20    |
| 2002-2003      | Oldham Athletic     | League One     | 18          | 1           | 7                 | 0                 | -      | -      | 25     | 1     |
| Total          | 2002-2003           | -              | 18          | 1           | 7                 | 0                 | -      | -      | 25     | 1     |
| 2003-2004      | Stoke City          | Championship   | 12          | 0           | -                 | -                 | -      | -      | 12     | 0     |
| 2004-2005      | Stoke City          | Championship   | 32          | 1           | 1                 | 0                 | -      | -      | 33     | 1     |
| 2005-2006      | Stoke City          | Championship   | 13          | 0           | 1                 | 0                 | -      | -      | 14     | 0     |
| 2006-2007      | Stoke City          | Championship   | 18          | 2           | 2                 | 0                 | -      | -      | 20     | 2     |
| 2007-2008      | Stoke City          | Championship   | 5           | 0           | -                 | -                 | -      | -      | 5      | 0     |
| Total          | 2003-2007           | -              | 80          | 3           | 4                 | 0                 | -      | -      | 84     | 3     |
| 2007-2008      | → Crystal Palace    | Championship   | 13          | 3           | 1                 | 0                 | -      | -      | 14     | 3     |
| 2007-2008      | Crystal Palace      | Championship   | 15          | 0           | 2                 | 0                 | -      | -      | 17     | 0     |
| 2008-2009      | Crystal Palace      | Championship   | 43          | 1           | 5                 | 1                 | -      | -      | 48     | 2     |
| 2009-2010      | Crystal Palace      | Championship   | 43          | 1           | 5                 | 0                 | -      | -      | 48     | 1     |
| Total          | 2007-2010           | -              | 114         | 5           | 13                | 1                 | -      | -      | 127    | 6     |
| 2010-2011      | Queens Park Rangers | Championship   | 44          | 2           | 1                 | 0                 | -      | -      | 45     | 2     |
| Total          | 2010-2011           | -              | 44          | 2           | 1                 | 0                 | -      | -      | 45     | 2     |
| 2011-2012      | → Nottingham Forest | Championship   | 5           | 0           | -                 | -                 | -      | -      | 5      | 0     |
| Total          | 2011-2012           | -              | 5           | 0           | -                 | -                 | -      | -      | 5      | 0     |
| 2011-2012      | Queens Park Rangers | Premier League | 26          | 0           | 3                 | 0                 | -      | -      | 29     | 0     |
| 2012-2013      | Queens Park Rangers | Premier League | 26          | 0           | 3                 | 0                 | -      | -      | 29     | 0     |
| Total          | 2011-               | -              | 53          | 0           | 6                 | 0                 | -      | -      | 59     | 0     |
| Total carrière | Total carrière      | Total carrière | 454         | 27          | 61                | 5                 | -      | -      | 515    | 32    |

Dernière mise à jour le 21 mai 2013

## Palmarès
- Tranmere Rovers :
  - Finaliste de la Coupe d'Angleterre en 2000.

- Queens Park Rangers :
  - Champion d'Angleterre de D2 en 2011.